# Exidy
Exidy è stata un'azienda produttrice di arcade statunitense, una delle più importanti del primo periodo dei videogiochi. Durante la sua attività, dal 1974 al 1996, ha realizzato più di 50 giochi, tra cui Chiller, Mouse Trap, Crossbow, Targ, Circus, Venture, Death Race, Fire One e Star Fire.. 

## Storia
La società fu fondata nel 1974 da H.R. "Pete" Kauffman, e il nome "Exidy" derivò dalle parole "Excellence in Dynamics" unite in una parola macedonia.
A partire dal 1983 Exidy distribuì alcuni giochi basati sull'uso di una pistola ottica, il più noto dei quali fu Crossbow, che presentavano una modalità di gioco particolare perché, a differenza degli altri giochi contro il computer in cui si doveva sparare ai nemici, lo scopo dei titoli Exidy era quello di proteggere il personaggio che attraversava lo schermo sparando agli oggetti che arrivavano che, colpendolo, avrebbero potuto ucciderlo. Questi giochi furono anche i primi a presentare effetti sonori digitalizzati.
Nel 1978 Exidy produsse anche l'Exidy Sorcerer, un microcomputer Z80 sviluppato in collaborazione con Paul Terrell di Byte Shop. La macchina caricava i programmi o da nastro magnetico oppure tramite cartucce ROM inserite in un'apposita porta laterale, ed era espandibile mediante l'acquisto di un modulo aggiuntivo che permetteva di utilizzare le periferiche S-100. Negli Stati Uniti d'America il computer riscosse meno successo che in Europa, dove era distribuito da CompuData.
Agli inizi degli anni 2000 Mean Hamster Software ha fatto sapere di aver acquisito i diritti sui giochi di Exidy e successivamente ha pubblicato un adattamento del gioco Crossbow per Android, Intel AppUp e iOS.
Il 27 febbraio 2007 il progetto MAME ha annunciato che H.R. Kaufmann ha reso disponibili gratuitamente e liberamente diverse ROM dei giochi di Exidy , tra cui Circus e Star Fire .